# Crocanthemum greenei
Crocanthemum greenei är en solvändeväxtart som först beskrevs av Benjamin Lincoln Robinson, och fick sitt nu gällande namn av Sorrie. Crocanthemum greenei ingår i släktet Crocanthemum och familjen solvändeväxter. Inga underarter finns listade i Catalogue of Life.

## Bildgalleri

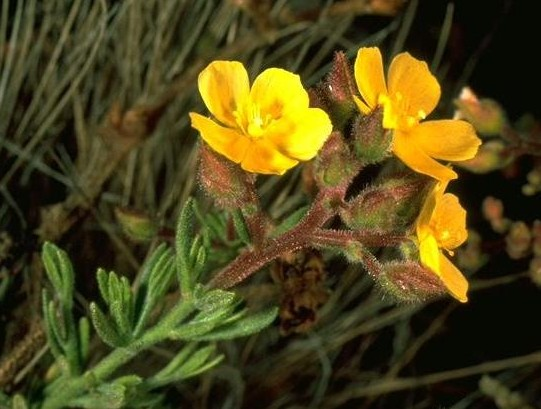